# 25 Фокеја
25 Фокеја (лат. 25 Phocaea) је астероид главног астероидног појаса са пречником од приближно 75,13 km.
Афел астероида је на удаљености од 3,013 астрономских јединица (АЈ) од Сунца, а перихел на 1,785 АЈ.
Ексцентрицитет орбите износи 0,255, инклинација (нагиб) орбите у односу на раван еклиптике 21,585 степени, а орбитални период износи 1357,686 дана (3,717 године).
Апсолутна магнитуда астероида је 7,83 а геометријски албедо 0,231.
Астероид је откривен 6. априла 1853. године.